# Belodasys lineata
Belodasys lineata är en skalbaggsart som beskrevs av Stefan von Breuning 1954. Belodasys lineata ingår i släktet Belodasys och familjen långhorningar. Inga underarter finns listade.